# Hoya nervosa
Hoya nervosa är en oleanderväxtart som beskrevs av Ying Tsiang och P. T. Li. Hoya nervosa ingår i släktet Hoya och familjen oleanderväxter. Inga underarter finns listade i Catalogue of Life.